# Investidura de Zimri-Lim
La denominada investidura de Zimri-Lim es un gran mural pintado al temple en el Palacio real de Mari, en el sudeste de la actual Siria. La obra, que data del siglo XVIII a. C., muestra al rey Zimri-Lim recibiendo los símbolos del poder (el anillo y el cetro) de manos de la diosa Ishtar. Fue descubierta por el arqueólogo francés André Parrot en 1935-1936, sobre un muro in situ opuesto a la gran puerta sobre el podio que sostiene la sala del trono. Se exhibe en el Museo del Louvre en París.

## Descripción
La pintura se compone de tres paneles verticales organizados simétricamente, con dos paneles laterales rodeando un gran panel central. Este está dividido horizontalmente en dos rectángulos recortados por seis líneas paralelas de diferentes colores. La simetría de la pintura facilita la reconstrucción de las partes más deterioradas sobre el panel de la izquierda.
La pintura está hecha para reflejar la arquitectura real del palacio en el cual el mural se ubicaba. El registro inferior del panel central representa la sala del podio en el cual la estatua de probablemente la diosa Lama representada en el mural fue descubierta. La estatua sujetaba un jarrón del que el agua fluía de verdad. La sala del podio se abre a la sala del trono, donde la investidura tuvo lugar. Las palmeras representadas en los paneles laterales representan los árboles que había plantados realmente en el patio del palacio.
El registro superior del panel central es el centro del muro y en el que aparece la escena solemne de la investidura. Está compuesto por cinco personas de pie contra un fondo blanco. Ishtar aparece portando su corona divina, con armas que salen de sus hombros y una espada en forma de hoz en su mano izquierda, y presenta al rey los símbolos de autoridad (un anillo y un cetro). El rey extiende su mano izquierda hacia la diosa, mientras que su mano derecha está ante su boca simbolizando el acto de orar. A cada lado del rey y de Ishtar se ubican la diosa Lama, una diosa menor de la intercesión en Mesopotamia, llevando un tocado adornado, y a la derecha Ninshubur, el vasallo de Ishtar. 
El registro inferior es simétrico y simboliza la fertilidad y la prosperidad del futuro reinado de Zimri-Lim. Muestra a la diosa Lama derramando el agua de un jarrón redondo. Se muestran plantas saliendo del jarrón, y peces nadando en el agua que fluye.
Los paneles exteriores representan un jardín de palmeras y otro árbol mítico con un tronco rojo y hojas azules. La diosa Lama se encuentra en el jardín, a cada lado de la escena central, levantando las manos en oración. Tres animales guardianes míticos, un león aquí alado, una esfinge y un toro con cabeza humana, están representados a cada lado sobre una línea representando el suelo. Los animales están ubicados simétricamente a cada lado, y están de perfil hacia la escena central. Palomas volando, que simbolizan los aspectos pacíficos de Ishtar, contrarrestan el león que simboliza su agresividad.
Los símbolos y la iconografía del fresco son comparadas a menudo con las figuras de la Estela de Hammurabi.

## Restauración
El fresco ha pervivido mal conservado a causa de las condiciones climáticas de la región y de la destrucción del palacio durante el incendio causado por el saqueo de la ciudad por Hammurabi en 1760 a. C. La pintura ha sido objeto de numerosas restauraciones, hechas en el Louvre. La limpieza reveló numerosos detalles invisibles antes, como los peces que nadan en el agua. También recuperó algo del brillo original de los colores de la pintura. 

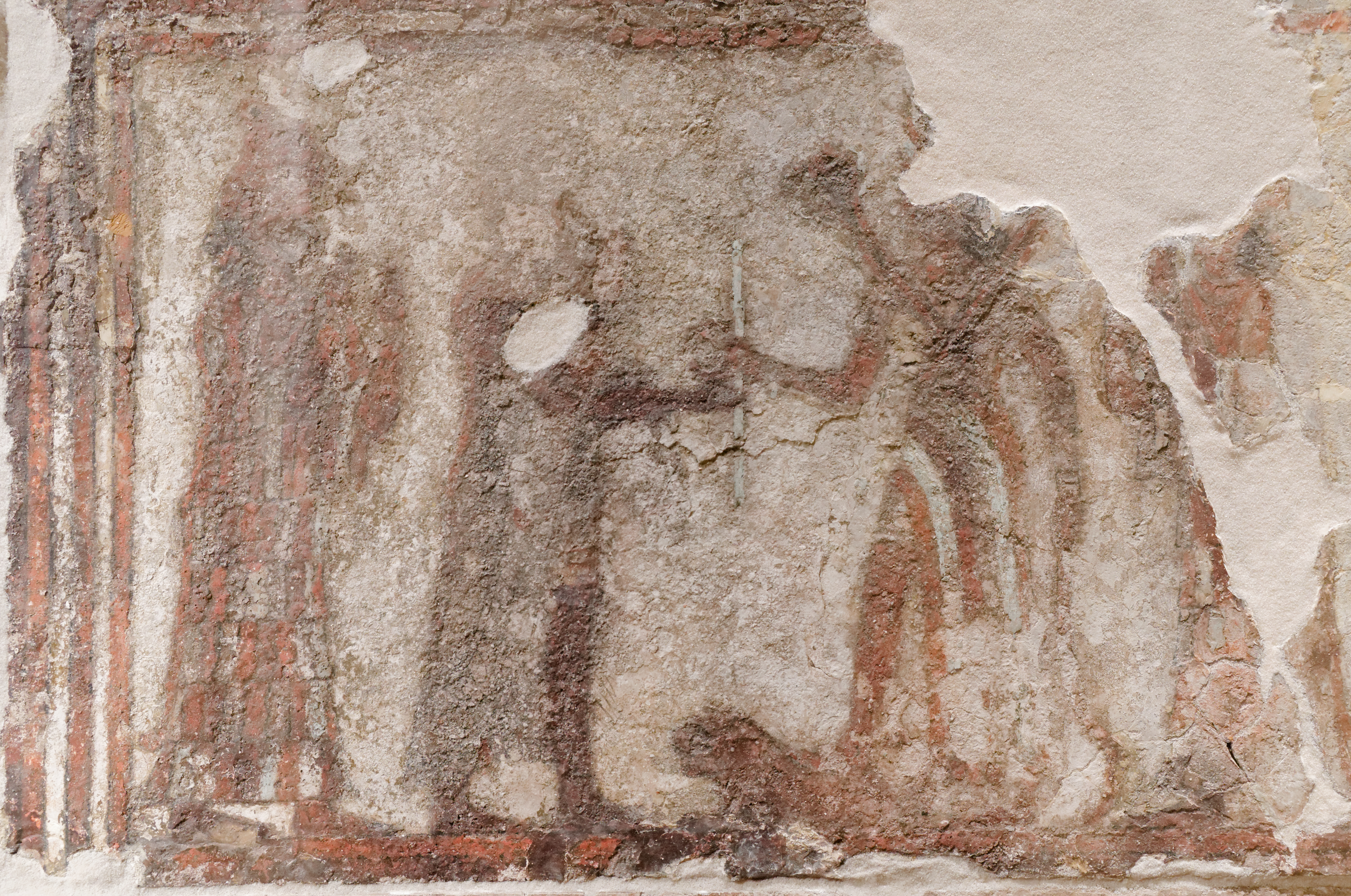
El panel central que representa la escena de la investidura.
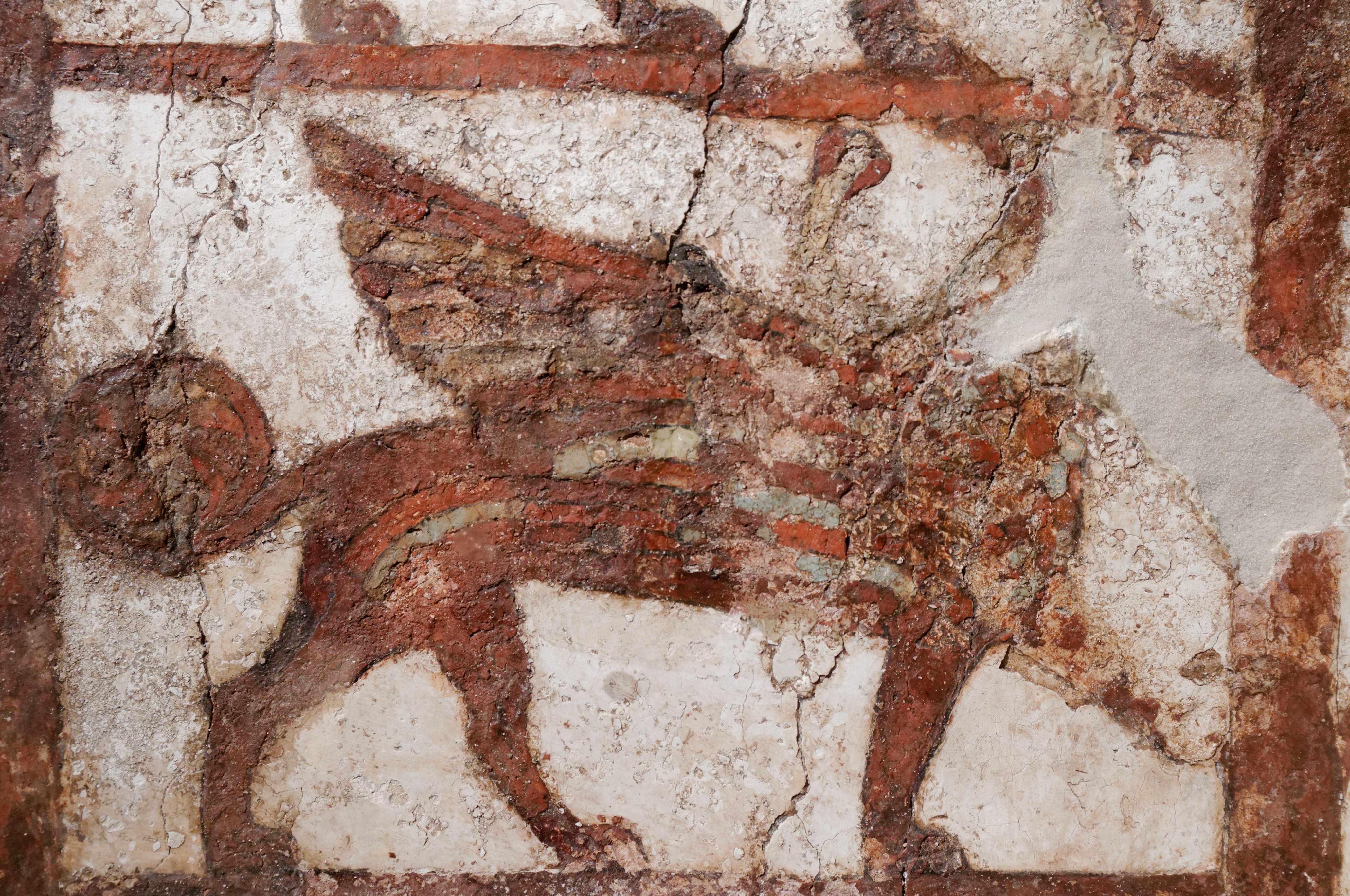
El león simboliza la agresividad de Ishtar.
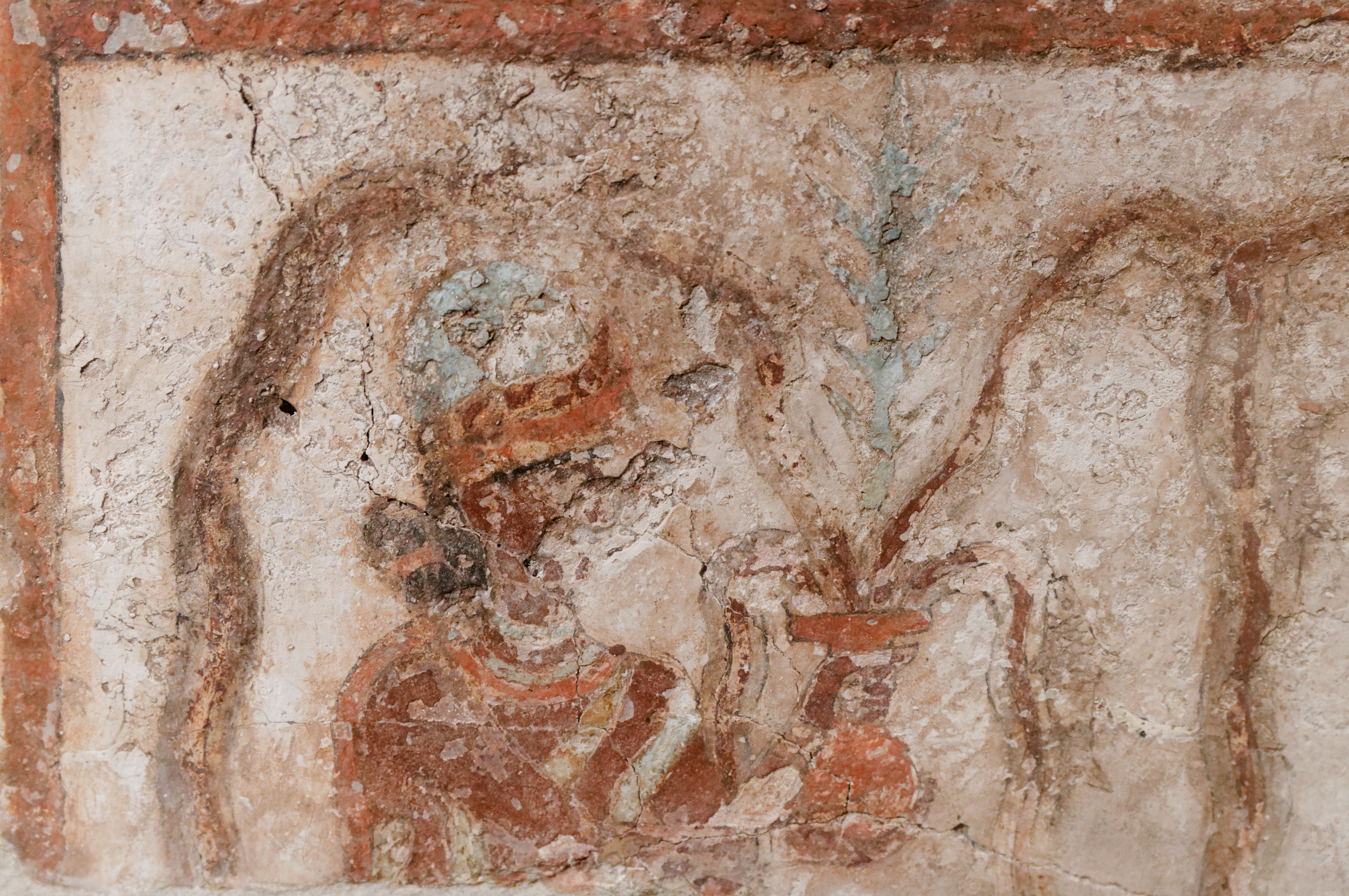
La diosa Lama que esparce agua de un jarrón redondo.
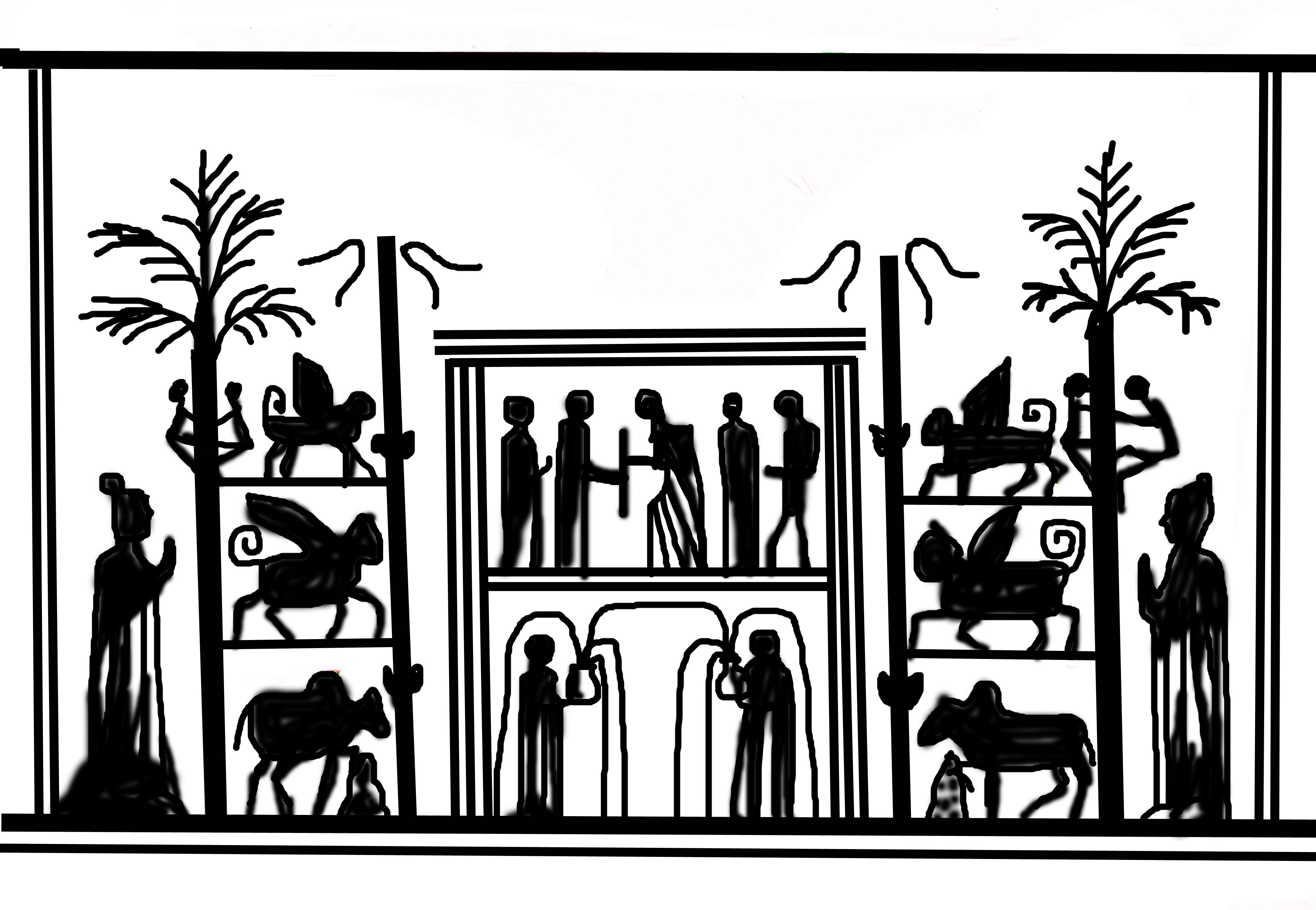
Reconstrucción de la distribución original del fresco.